# Sarracenia psittacina
Genre
Classification phylogénétique
Répartition géographique
Statut de conservation UICN

 LC  : Préoccupation mineure
Sarracenia psittacina est une espèce de plantes à fleurs de la famille des Sarraceniaceae que l'on retrouve dans le sud-est des États-Unis.

## Origine
C'est le botaniste André Michaux qui fit la description de cette espèce en 1803 et qui lui donna le nom psittacina pourtant en 1834 deux autres noms lui sont donnés : Sarracenia pulchella et Sarracenia calceolata.
Sarracenia psittacina aime les zones humides telles que les savanes marécageuses qui sont souvent inondées par les fortes précipitations. L’espèce pousse le long de la plaine côtière qui traverse la Géorgie, la péninsule de Floride, et le sud du Mississippi.

## Description
Plante carnivore vivace, terrestre, rhizomateuse, herbacée. Sarracenia psittacina est une plante carnivore de la famille des Sarraceniaceae. C'est une exception dans sa famille car les pièges formés par ses feuilles n'ont pas de couvercle
Les urnes mesurent généralement de 12 à 20 cm de longueur, mais dans certaines populations, comme dans le Mississippi, les feuilles peuvent atteindre 50 cm de long. Il n'existe pas, à proprement parler, de véritables variétés connues. Mais il existe des différences d'aspect entre certaines provenances, la coiffe ou l'aile n'ont pas toujours la même dimension selon les origines.
Feuilles :
Contrairement aux autres plantes de son genre, Sarracenia psittacina semble avoir plus de choses en commun avec sa lointaine parente du Pacifique la plante cobra.
Les urnes sont prostrées et disposées en rosettes à plat le long du sol. Les tubes allongés possèdent une large aile ondulée et se terminent par un capuchon creux qui à la forme d’un bec, d’où son nom commun. Sous le bec, là où se termine l’aile appâtée au nectar, se trouve une petite ouverture circulaire. 
À l’intérieur du capuchon, cette ouverture est surmontée d’un col. Le dos du capuchon et la partie supérieure du tube étroit sont parsemés de nombreuses fenêtres transparentes, similaires à celles de Sarracenia minor. L’intérieur du tube est bordé de poils très longs entrecroisés, tous dirigés vers la base de la feuille.
Les proies capturées par cette plante subissent une mort affreuse. Une fois à l’intérieur du capuchon, la sortie est difficile à trouver en raison du col. Les insectes pénètrent ainsi dans le tube éclairé par les fenêtres. Cependant, il n’y a pas d’issue, car faire marche arrière signifierait être douloureusement transpercé par les nombreux poils. 
La proie n’a pas d’autre choix que de continuer sa marche dans les urnes digestives dans la partie inférieure de l’urne. On sait que cette plante capture des animaux aquatiques lorsqu’elle est sous l’eau grâce aux nombreux têtards et autres créatures aquatiques que l’on a trouvées dans les feuilles après une inondation. 
Lorsque l’eau se retire, la plante recommence à capturer des fourmis, des limaces, et d’autres créatures rampantes. Il n’est pas nécessaire d’inonder la plante en culture pour une bonne croissance
Les plantes sont de nature variable, principalement au niveau de la couleur et de la taille de la feuille. Certaines feuilles sont tachetées de vert, de rouge, et de blanc, alors que d’autres formes possèdent des capuchons très gros de coloration essentiellement rouge et blanche. Il existe également une forme entièrement verte avec des fleurs jaunes, comme il en existe chez la plupart des autres espèces de Sarracenia.
Fleurs :
Les fleurs sont d'un rouge vif. La floraison apparaît au début du Printemps et se poursuit jusqu'au début de l'Automne. La tige est recourbée à l'extrémité, ce qui fait pendre la fleur.

## Culture
Prendre un pot de 15 centimètres, pour une plante adulte. Au cours du rempotage, faire un petit dôme ce qui permet de toujours avoir le collet de la plante sans trop d'humidité, et bien dégager. Ne pas démarrer l'arrosage trop tôt, mais dès que la plante a tendance à redémarrer, ne pas hésiter à lui redonner de l'eau. Ce Sarracenia est un peu capricieux pour la période hivernale. 
Substrat : Plantez la dans une terre composée de 70 % de tourbe blonde, 10 % de sable, 10 % de perlite et 10 % de vermiculite. 
Arrosage : Au printemps et en automne, maintenez la base du pot en permanence dans un fond d’eau. En hiver, immergez de temps en temps votre pot dans un peu d’eau de pluie.
Températures : 20 à 30° l'été, 5 à 15° l'hiver. Cette plante a besoin d’une saisonnalité pour vivre à long terme. Procurez-lui une période de dormance en hiver d'environ 3 mois. Une maison est trop chaude pour cette plante en hiver. Si vous avez des hivers froids, laissez votre plante dehors. Seulement la protéger contre les vents secs et les périodes de froid intense. 
Parasites et maladies : Les pucerons et les cochenilles sont les deux fléaux. Pour les pucerons employer des insecticides avec précaution, Coupez les feuilles attaquées par les cochenilles. Dès le redémarrage, faire un trempage complet de la plante pendant quelques heures ce qui a pour effet d'éliminer quelques parasites. 

## Multiplication
Par semis : 
Semer les graines dès la récolte à l'automne, ce qui est plus prolifique. Ou maintenir les graines dans le bas du réfrigérateur jusqu'au mois de février. Dans les mini-serres saturées d'humidité les graines fraîches demandent environ trois semaines, selon la température pour une bonne germination. 
Les graines ayant passé quelques mois au réfrigérateur sont quelquefois plus longs à germer. Il est possible de rempoter les jeunes plantules en fin d'année, mais il est préférable d'attendre le printemps suivant. 
Par division de touffes : 
C’est certainement la méthode la plus employée chez Sarracenia psittacina, la division peut se faire à tout moment de l'année. Nous[Qui ?] avons fait des repiquages par division de rhizome au mois de septembre, sans problème apparent, mais il faut redoubler d'attention à l'excès d'humidité.